# Rozhledna Na stráži
Rozhledna Na stráži byla postavena ve Sloupu v Čechách v období let 2010 až 2011 na výšině nad obcí. Předtím zde byla restaurace, která v roce 1999 vyhořela. Stavba slouží zároveň jako nosič pro vysílače mobilního operátora.

## Historie

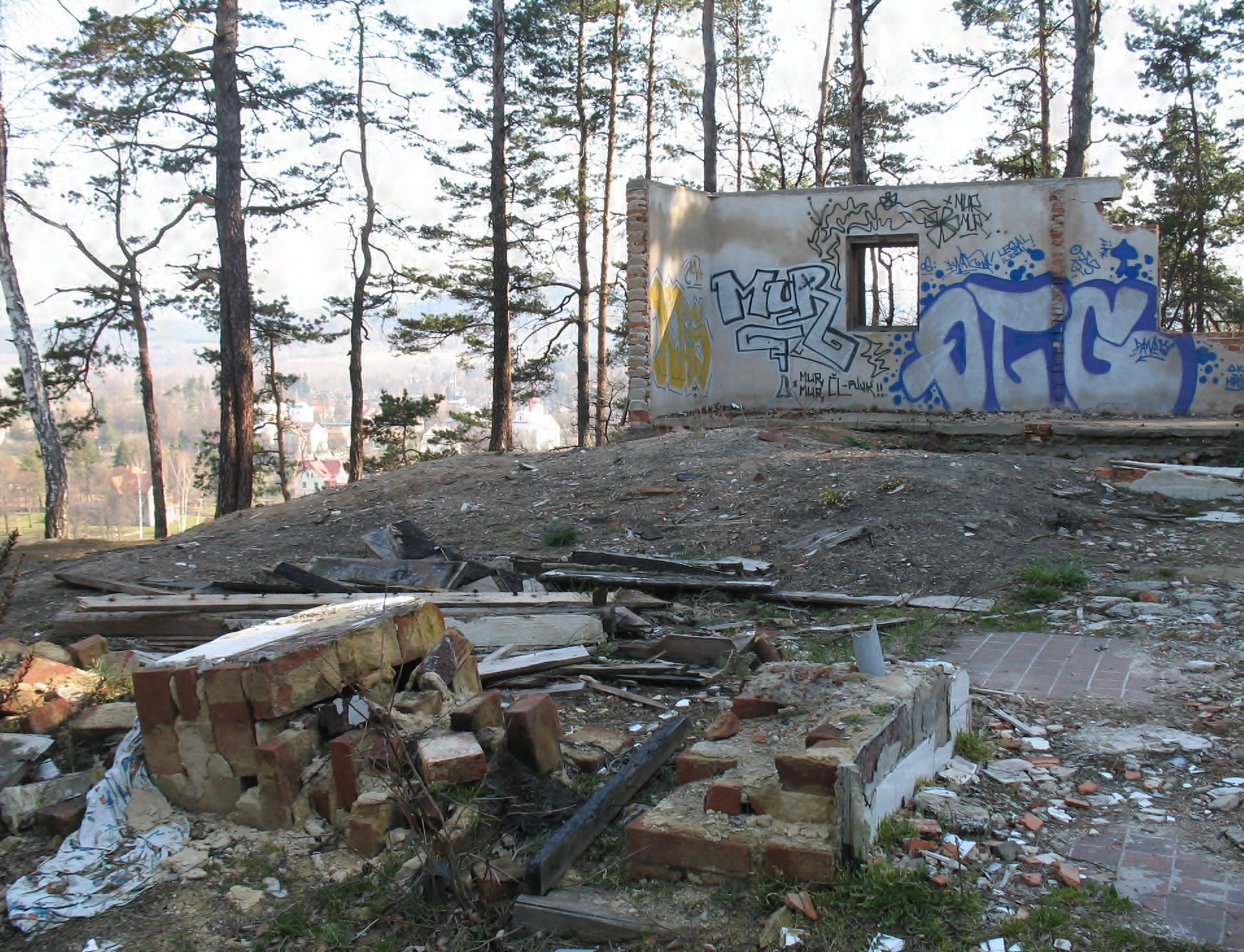
Ruiny původní chaty v roce 2007

Po roce 1933 byla na skále Breiterstein (česky Široký kámen) s pěkným rozhledem postavena turistická chata Wachsteinbaude. V období před rokem 1945 ve Sloupu převažovalo obyvatelstvo německé národnosti, místní jména byla tedy převážně německá.
Později byla dřevěná chata využívaná jako podnikové rekreační středisko Na stráži. To bylo po roce 1990 opuštěno a na přelomu let 1999/2000 chata shořela. Odstranění jejích zbytků bylo zahájeno v roce 2005.
Původní projekt počítal se stavbou penzionu a 40 metrů vysokého vysílače pro poskytovatele služeb T-Mobile. Projekt byl pro nesouhlas místních obyvatel přepracován ve prospěch rozhledny.
Stavba rozhledny a navazujícího penzionu byla zahájena na podzim roku 2010, věž s anténami byla dostavěna v červnu 2011. Slavnostní otevření rozhledny se konalo v červenci 2011.

## Popis rozhledny
Rozhledna s železnou konstrukcí, obloženou dřevem, stojí na pískovcovém skalním masivu v nadmořské výšce 354 metrů. Vlastní rozhledna je vysoká 33 metrů (včetně antén), má vyhlídkovou plošinu ve výšce 26 metrů od své paty. Úhel výhledu z vyhlídkového ochozu je 340°. Na plošinu vede 150 schodů.

## Okolí a přístup

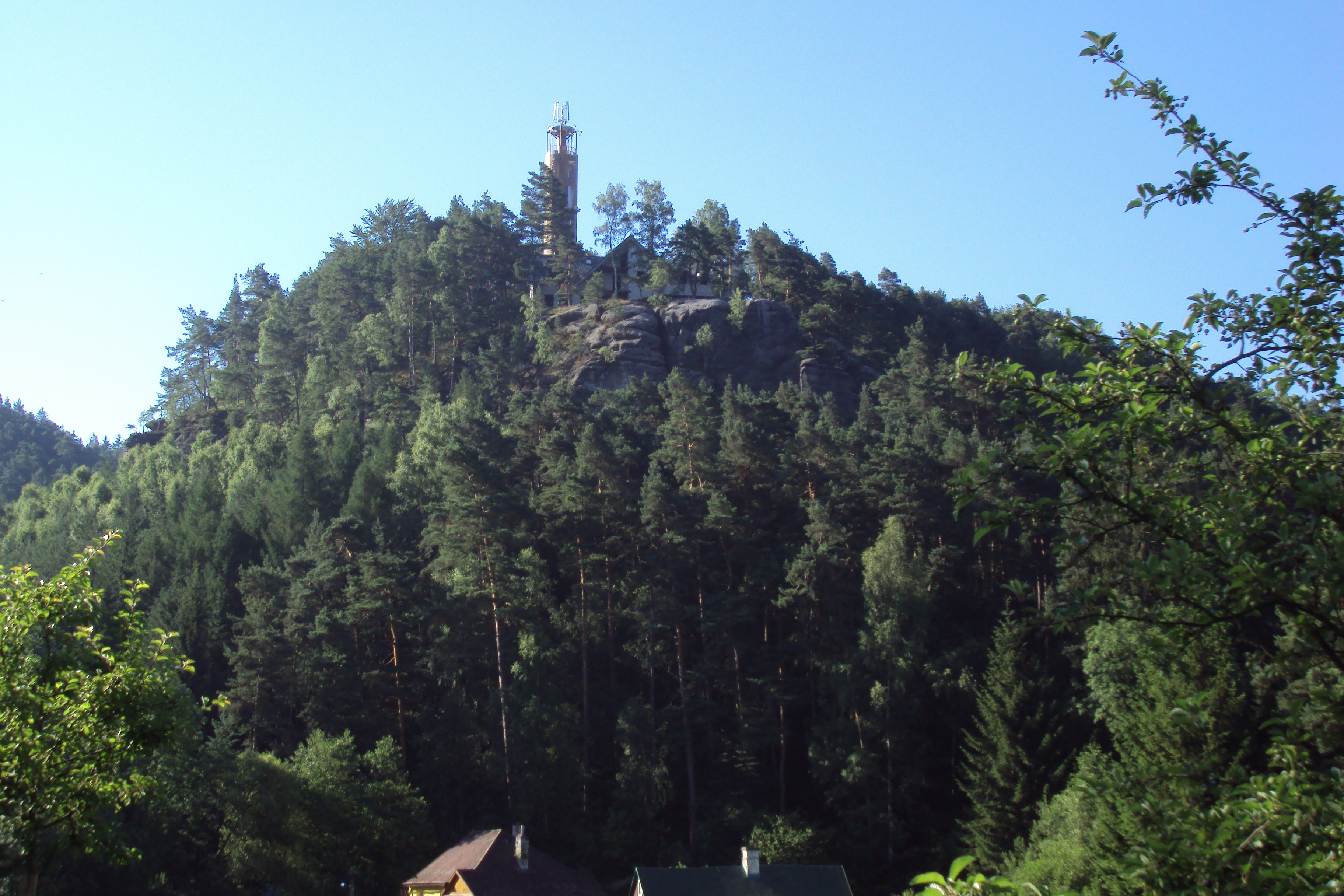
Pohled od cesty u skalního hradu

Ve Sloupu je vybudováno několik vyhlídkových okruhů i s využitím turisticky značených tras KČT. Od sloupského skalního hradu k rozhledně a nedalekému lesnímu divadlu vede zeleně a červeně značená trasa. Vedle rozhledny je jedno zastavení dětské naučné stezky. Velice blízko je rozcestí a silniční křižovatka s restaurací U sedmi trpaslíků, odkud vede k rozhledně cesta také.